# It's Showtime
It's Showtime (anteriormente conhecido como Showtime e Magpasikat) é um programa de variedades filipino produzida e exibida pela ABS-CBN desde 24 de outubro de 2009. O programa vai ao ar de segunda a sexta das 12:15 às 15:45, aos sábados das 12:00 às 15:30, com um telecast na Jeepney TV toda segunda-feira a sábado das 20:15 às 23:00. A partir de 11 de junho, o programa também é transmitido em todo o mundo através da The Filipino Channel e transmitido on-line ao vivo no YouTube por meio de seu canal Showtime Online Universe.
It's Showtime é o segundo programa de entretenimento ao vivo nas Filipinas para ser transmitido em alta definição. Atualmente, o programa é o mais antigo show de variedades do meio-dia do ABS-CBN após o MTB (1998–2005).

## História

### ComoShowtime
Em 24 de outubro de 2009, Showtime estreou como um programa de competição matutino, transmitindo antes dos shows do meio-dia da rede, e serviu como substituto para Pilipinas, Game KNB? após o seu sucesso de 8 anos. O elenco original consistia em Vhong Navarro, Anne Curtis, Kim Atienza, Jugs Jugueta, Teddy Corpuz e Vice Ganda como o juiz permanente. Durante a terceira temporada, o show acrescentou os juízes Billy Crawford e Karylle como anfitriões.
Em suas primeiras quatro temporadas, o formato de competição da Showtime foi que três grupos, cada um composto de dois a vinte e cinco membros (sem limite de idade), realizam uma única apresentação, seja uma música e/ou um número de dança. Após a apresentação do grupo, os juízes dão um coletivo "sim" ou "não" ao grupo. Se os juízes derem um "sim", o grupo é considerado parte do concurso principal, com as pontuações dos juízes do desempenho do grupo incluídas no cálculo do vencedor. Um "não" significa exclusão do grupo do concurso principal. Esse segmento foi removido durante a segunda temporada. Na terceira temporada, durante o episódio de 16 de fevereiro de 2011, o segmento retornou, mas sem seleção aleatória. Em vez disso, o grupo executa automaticamente no palco.
O grupo com a pontuação média mais alta dos juízes ganha e prossegue para as finais semanais. Todos os vencedores durante toda a semana se apresentam nas finais semanais. Quem vencer nas finais semanais tem a chance de competir nas finais mensais. Por último, todos os finalistas mensais competem nas grandes finais da temporada.
Além da competição de talentos, a Showtime também exibiu segmentos rápidos e de curto prazo que oferecem prêmios em dinheiro para o público do estúdio. O show foi transferido temporariamente para o horário do meio-dia em 1 de janeiro de 2011, antes de retornar ao seu horário original em 12 de fevereiro de 2011 para dar lugar a Happy Yipee Yehey!
O show foi ao ar em um episódio especial em 28 de janeiro de 2012 para terminar seu formato de competição de dois anos como Showtime com uma despedida imparcial. The program was later reformatted as a noontime variety show, It's Showtime, on February 6, 2012. O programa foi posteriormente reformatado como um show de variedades do meio-dia, It's Showtime, em 6 de fevereiro de 2012. It's Showtime também foi exibida anteriormente no canal Studio 23 (hoje ABS-CBN Sports and Action) e no site da CgeTV.

### ComoIt's Showtime
Showtime encerrou seu período pré-no-horário em 28 de janeiro de 2012, para se preparar para um reformat como programa de variedades no meio da semana que estreou em 6 de fevereiro de 2012, em seu novo horário, 11h30, substituindo o programa Happy Yipee Yehey!. O show manteve todos os seus anfitriões, incluindo Vice Ganda, ao mesmo tempo em que incluiu os ex-juízes Jhong Hilario, Ryan Bang e Coleen Garcia. Eric Tai também foi adicionado como novo apresentador durante o episódio piloto. É Showtime veiculado novos segmentos de longo prazo, enquanto o formato competitivo retornou mais uma vez como um dos seus segmentos. O formato competitivo foi usado para uma temporada final, a quinta temporada. Para atender a toda a audiência familiar, uma nova competição chamada Bida Kapamilya foi apresentada em 30 de abril de 2012, como a sexta temporada. Ao longo da corrida de Bida Kapamilya, It's Showtime adicionou Joy Rendon e Rhed Bustamante como parte do elenco.
Amy Perez e Mariel Rodriguez foram adicionadas aos principais apresentadores do programa em 2 de janeiro de 2016, depois de servirem como seus convidados como co-anfitriões. Em dezembro de 2015, Coleen Garcia foi retirado do programa por causa de sua carreira de atriz e foi brevemente substituído por Joey Marquez. Enquanto isso, Eric "Eruption" Tai deixou o show para se concentrar em sua carreira esportiva e na vida de casado. Jhong Hilario deixou temporariamente o programa em 23 de março de 2016 para concorrer a conselheiro na cidade de Makati; Ele reprisou suas funções de hospedagem em 10 de maio de 2016. James Reid e Nadine Lustre foram apresentados em 13 de maio de 2017 como co-anfitriões por um breve período de tempo. Mariel Rodriguez retornou em 18 de junho de 2018 após um intervalo de dois anos.
Em outubro de 2018, o programa lançou seu próprio canal no YouTube Showtime Online Universe. Três programas digitais estrearam no canal: E eu agradeço a senhorita Q e a grande vencedora Juliana Parizcova Segovia; Hashtag Roadtrip com membros do Hashtag; e Donna O que fazer com Funny One grande vencedor Donna Cariaga. O Showtime Online Universe é também o lar do espetáculo on-line Showtime Online.
Em janeiro de 2019, o Showtime Online Universe recebeu o Silver Creator Award depois de receber 100.000 inscritos no canal.
O programa gerou sua primeira franquia internacional na Indonésia. It's Showtime Indonesia foi estreada no canal MNCTV em 25 de março de 2019. O Showtime tornou-se o primeiro formato não narrativo da ABS-CBN para ser franqueado por outro país.
Hilario mais uma vez deixou o show para concorrer à reeleição como vereador na cidade de Makati.

## Apresentadores
- Vice Ganda (2009–presente)
- Vhong Navarro (2009–presente)
- Anne Curtis (2009–presente)
- Karylle (2011–presente)
- Teddy Corpuz (2009–presente)
- Jugs Jugueta (2009–presente)
- Jhong Hilario (2012–presente, em hiato)
- Ryan Bang (2012–presente)
- Amy Perez (2016–presente)
- Mariel Rodriguez (2016; 2018–presente)